# Caroline, No
«Caroline, No» es una canción escrita por Brian Wilson y Tony Asher, perteneciente al álbum Pet Sounds de 1966; es la última canción del álbum. Esta canción fue lanzada como el primer sencillo en solitario de Brian Wilson en el 7 de marzo de 1966. El sencillo alcanzó el puesto 32 en Estados Unidos y el número 16 en Canadá. Luego se editó en Pet Sounds acreditando a The Beach Boys, en las subsiguientes compilaciones del grupo la canción fue acreditada al grupo.
En la versión de sencillo de "Caroline, No" los efectos el final del tren y los ladridos de perros que se pueden escuchar al final de este tema fueron suprimidos. También en la compilación Made in U.S.A., estas partes fueron borradas.
En la lista de las 500 mejores canciones de todos los tiempos según Rolling Stone la canción apareció en el puesto n.º 211.

## Composición
Fue escrita en la tonalidad de Sol mayor antes de ser cambiada en un semitono en La bemol mayor con un truco de velocidad. Si bien se entiende que comúnmente Brian Wilson compuso la mayoría de la música de Pet Sounds, en "Caroline, No" era una de las tres canciones en las que Asher aportó ideas musicales en lugar de actuar únicamente como un coletrista; los otras dos son "That's Not Me" y "I Just Wasn't Made for These Times".
Originalmente se había escrito como "Carol, I Know". Cuando le hablaban, Brian Wilson le pareció escuchar "Caroline, No". Después de la confusión se resolvió, el dúo decidió cambiar la frase, sintiendo que el cambio le traía más seriedad a la canción, acorde a su triste melodía.

## Grabación
La pista de apoyo de la canción fue grabada el 31 de enero de 1966 en Western Studios en Hollywood, Los Ángeles, California. Brian Wilson produjo la sesión, con Chuck Britz como ingeniero de sonido. Al igual que con todas las canciones de Pet Sounds, Wilson utilizó un grupo de músicos de sesión de California del sur, que eran apodados The Wrecking Crew. Ninguno de los otros beach boys aparecieron en la grabación. Wilson escogió a los músicos de sesión debido a su trabajo con Phil Spector.
El final con los perros ladrando y un tren pasando no fueron parte del sencillo, y fue añadido específicamente para cerrar el álbum. Los perros eran las mascotas de Brian, Banana y Louie, el audio fue grabado en Western Recorders el 22 de marzo de 1966, Wilson recuerda: "Tomé una grabadora y registre sus ladridos", y que luego: "Y fuimos viendo algunas cintas de efectos de sonido y nos encontramos con un tren. Así que sólo había que empalmaras".
Para "Caroline, No", el clavicordio y las flautas de bajo acompañan al vocal de Brian, y hace de la instrumentación en un sonido que, como otras composiciones a partir de este período, refleja una influencia de jazz.
La versión original se grabó a un tono más lento, para que cuando se reproduzca, la voz sonara un tono más alto, esta misma técnica fue utilizada por Paul McCartney en "When I'm Sixty Four".
El sonido de percusión en la introducción de "Caroline, No" fue hecho por el baterista Hal Blane con una botella vacía de Coca-Cola.

## Sencillo
"Caroline, No" fue publicado como sencillo solista por Brian Wilson, ya que produjo enteramente la canción sin participación de la banda, fue distribuido por su discográfica original Capitol Records bajo el catálogo 5610, el 7 de marzo de 1966. Sin embargo, también fue incluida en el álbum Pet Sounds, con el nombre de The Beach Boys (así como en Pet Sounds, también en álbumes de compilación de The Beach Boys), donde es acreditado como una grabación de The Beach Boys, aun cuando Wilson sea el único beach boy que aparece en la canción.

## Significado
Brian ha dicho que: "es una de las más hermosas y de las más personales que jamás haya escrito. Me recordaba a Tony [Asher] acerca de mi enamoramiento de la escuela secundaria, en caso que la viera hoy, probablemente podría pensar, Dios, ella ha perdido algo... pero la canción estaba muy influenciada en los cambios que Marilyn y yo habíamos tenido. Éramos jóvenes, pero pensé que habíamos perdido la inocencia de nuestra juventud en la seriedad pesada de nuestras vidas. Tony tomó una cinta de casa, y adornado en mi concepto, completó las palabras".
Sin embargo para Asher, la canción encapsula: "El deseo de Brian de que podía volver a los viejos tiempos, su deseo de que el grupo podría volver a los días en que todo era muy divertido y con muy poca presión".
Según Asher, la inspiración para la canción vino por su antigua novia, que se había trasladado a Nueva York y cortado el pelo (en una frase de la canción dice "¿Qué pasó con tu pelo largo?"): "Yo había roto recientemente con mi novia de la escuela que era una bailarina y se había trasladado a Nueva York para hacer temporada en Broadway. Cuando fui al este para visitarla a un año después de la mudanza, ella había cambiado radicalmente. Sí, se había cortado el pelo. Pero ella era una persona mucho más mundana, no todo fue para peor... de todos modos, su nombre era Carol".
El académico Philip Lambert propuso que la letra de "Caroline, No" era una continuación en los temas establecidos por composiciones anteriores como "You Still Believe in Me" y "The Little Girl I Once Knew" de Wilson.
Esta canción también hace referencia al tercer verso de una canción de Neil Young, "Long May You Run".

## Publicaciones
Es la última canción de Pet Sounds de 1966, fue compilada en Sunshine Dream de 1982, en Made in U.S.A. de 1986, en el exitoso box set Good Vibrations: Thirty Years of The Beach Boys de 1993, en el álbum de estudio Stars and Stripes Vol. 1 de 1996 apareció una nueva versión con Timothy B. Schmit, en The Greatest Hits - Volume 2: 20 More Good Vibrations de 1999, en The Very Best of The Beach Boys de 2001, en el seleccionado de canciones por Brian Wilson Classics selected by Brian Wilson de 2002 y en el compilado inglés Platinum Collection: Sounds of Summer Edition de 2005 y en Made in California de 2013.
Una interpretación en vivo fue editada en The Beach Boys in Concert de 1973, cantada por Carl Wilson.

## Músicos
The Beach Boys
- Brian Wilson: voz líder, y efectos de sonido

Músicos de sesión
- Hal Blaine: batería
- Frank Capp: vibráfono
- Carol Kaye: Bajo eléctrico
- Glen Campbell: guitarra
- Barney Kessel: guitarra
- Lyle Ritz: ukulele
- Al de Lory: clavecín
- Bill Green: flauta
- Jim Horn: flauta
- Plas Johnson: flauta
- Jay Migliori: flauta

Obertura
- Hal Blaine: batería (al comienzo)
- Carol Kaye: bajo eléctrico
- Al de Lory: clavecín
- Steve Douglas: saxofón tenor

## Influencia
Esta canción fue colocada en el puesto n.º 211 en la lista de las 500 mejores canciones según Rolling Stone
Una canción titulada "Caroline, Yes", aparece en el álbum Employment de Kaiser Chiefs.
Neil Young menciona esta canción, por la composición de su canción "Long May You Run".
They Might Be Giants grabó una versión de esta canción en su EP titulado como Indestructible Object.